# Kuschelina petaurista
Kuschelina petaurista är en skalbaggsart som först beskrevs av Fabricius 1801.  Kuschelina petaurista ingår i släktet Kuschelina och familjen bladbaggar. Inga underarter finns listade i Catalogue of Life.